# ポイマンドロス (ギリシア神話)
ポイマンドロス（古希: Ποίμανδρος, Poimandros, 英: Poemander）は、ギリシア神話の人物である。ボイオーティア地方南東部の都市タナグラの創建者。タナグラの伝承によると、エレウテールの子イーアシオスの子カイレシレオースの子で、アイオロスかあるいはアーソーポスの娘とされる女性タナグラと結婚した。プルタルコスによると母親の名前はストラトニーケー。またエピッポス、アケストールという息子がいた。タナグラの地はポイマンドリアとも呼ばれた。
神話によるとポイマンドロスはトローイア遠征に協力しようとしなかったため、アキレウスから敵視された。ポイマンドロスはステポーンの地でギリシア人に包囲され、アキレウスによって息子アケストールを殺され、母ストラトニーケーを略奪された。そのためポイマンドロスは闇夜に乗じて脱出し、ポイマンドリアに城塞を築こうとした。このとき建築家ポリュクリトスがその出来栄えを嘲笑し、堀を飛び越えようとしたので、ポイマンドロスは岩を持ち上げて彼に投げつけたところ、その子供レウキッポスを殺してしまった。そのため彼は殺人の罪による嘆願者として国外に退去しなければならなくなったが、ギリシア人に包囲された状況では困難であった。そこで息子エピッポスを使者として送ると、エピッポスはアキレウスだけでなくトレーポレモスやペーネレオースまで説得することができたため、ポイマンドロスは彼らに守られてカルキスまで行き、エレペーノール王に罪を浄めてもらった。ポイマンドロスは彼らに感謝して英雄たちの神域を造営した。そのうちアキレウスの神域は、歴史時代になってもアキレイオンという地名としてタナグラに残っていた。